# Andreas Bruchhäuser
Andreas Bruchhäuser (* 18. März 1962 in Bad Aussee) ist ein deutscher Maler.

## Leben
Bruchhäuser wuchs in Woldert als Sohn des Malers Karl Bruchhäuser auf und absolvierte sein Abitur 1981 am Gymnasium in Dierdorf. Nach Beginn des Studiums 1981 an der Städelschule in Frankfurt am Main bei Beyrle wechselte er 1982 an die Kunstakademie Düsseldorf zu Rissa, was ihm den entscheidenden Kontakt zum Informel, insbesondere vermittelt durch Karl Otto Götz verschaffte. Nach dem Studium zog er 1986 nach Koblenz-Ehrenbreitstein und ist dort seitdem als freischaffender Künstler mit Schwerpunkt in Porträt-, Figur- und Landschaftsmalerei tätig. Hier lernte er seine jetzige Frau Conny Hulten-Bruchhäuser kennen, (freischaffende Fotografin mit Schwerpunkt Porträt, Landschaften und Events).

## Werk
Seine Werke knüpfen bewusst an die Traditionen der Alten Meister an, die er variiert. Ein Schwerpunkt sind Pastelle – insbesondere Landschaftsbilder – die in den Lichteffekten an William Turner erinnern, ohne jedoch dessen Maltechnik (Aquarell- und Öl) nachzuvollziehen. Ein besonderer Schwerpunkt besteht in der Auseinandersetzung mit dem Gegenüber in Form des Porträts, das jeweils das Individuum in seiner Gesamtheit widerspiegelt. Hierbei hat er die Technik der Alten Meister (Tempera als Basis zur Ölmalerei) auf eigene Weise modern weiterentwickelt. Die Figur entschwindet im abstrakten Raum, während die relevanten Details realistisch hervorgehoben werden. Hierdurch wird eine Versöhnung des Abstrakten mit dem Figürlichen erreicht, die einen Weg heraus aus der Sackgasse der losgelösten Abstraktion zeigt, hin zur Anknüpfung an die Alten Meister in Verbindung mit dem Informel. Seine Werke fanden auch Eingang in die Sammlung Würth.

## Ausstellungen
- 1987: erste Einzelausstellung in der Galerie Rost
- 1996: „Inspiration Theater“, Doppelausstellung mit Gilberto Giardini in Düsseldorf
- 1999: „Rheinbilder“, Doppelausstellung mit Jan Peter van Opheusden im Landtag in Mainz
- 2002: „Rückblick – Ausblick. Arbeiten aus zwei Jahrzehnten“, Ausstellung zum 40. Geburtstag mit Katalog im Roentgen Museum Neuwied
- 2004: Teilnahme am Kunstprogramm der Landesgartenschau in Trier
- 2005: Teilnahme am Salon d’Automne in Paris
- 2008: Teilnahme am Salon d’Automne in Paris
- 2009: „20 Group“, Gemeinschaftsausstellung in Norwich/Großbritannien
- 2011: Malseminar im Arp-Museum Rolandseck
- 2011: „20 Group“, Gemeinschaftsausstellung in Norwich/Großbritannien
- 2011: Künstler der 6. Edition der Kulturaktie der Koblenzer Kulturstiftung
- 2011: „Nüchtern – Kühn – Heilig“, BUGA Koblenz und Dom-Info Trier
- 2011: „Aller Zauber liegt im Bild“, Museum Würth Künzelsau (Katalog)
- 2017: „Mittelrhein“, Forum Mainz. Katalog.

## Publikationen
- mit Renate Kissel und Ulrich Triep: Zu Gast am romantischen Rhein. Verlag Bouvier, Bonn 2002, ISBN 3-416-02968-2.[2]
- Koblenz, Ein Maler sieht die Stadt an Rhein und Mosel. Verlag Philipp von Zabern, Darmstadt 2011, ISBN 978-3-8053-4469-2.[3]
- Mittelrhein. Malerische Reise vom Mäuseturm zum Rolandsbogen. Verlag Nünnerich-Asmus, Mainz 2017, ISBN 978-3-945751-68-8.

## In den Medien
- 2007: in der ZDF-Sendung „Mythos Rhein“ mit der Ausstellung „Sehnsucht Rhein – Sammlung Siebengebirge“ im Mittelrhein-Museum Koblenz
- 2010: in der ARD-Sendung „Bilderbuch Deutschland: Mittelrhein – Ein Jahr im Tal der Loreley“ und in der SWF-Sendung „Fahr mal hin“

Außerdem wurden mehrere Artikel in Fachzeitschriften veröffentlicht.